# Клуб Унылых Лиц
Клуб Унылых Лиц (К.У.Л. , первоначальное название, до 1991 года — «Дети на травэ») — одесская панк-шансон группа.
В рок-энциклопедии А. К. Троицкого описана как ярчайшая представительница рок-н-ролла Одессы.
Участники группы — Стас Подлипский (вокал, гитара, тексты) и Игорь Стёпин (Гога Гошев) (тексты, художник). B альбоме 1994 года «Чёрная Тишина» больше половины текстов написано Стёпиным.
Популярность пришла к группе после альбома «Чёрная Тишина» (1994 г.) — группа переехала в Москву, гастролировала по бывшему СССР, их песни крутили по радио.
Первое издание этой кассеты было арестовано на таможне за «антиукраинские настроения».
Увлечение Подлипского наркотиками вынудило его вернуться в Одессу, и смог вернуться на сцену только спустя пять лет.
В разное время в составе группы играли: Игорь «Гоша» Степин (вокал, гитара, тексты); Владислав «Стиви» Пенев (бас, клавиши, экс-“Trashmachine”), Юрий Жванецкий (гитара, бас; экс-«Trashmachine”); Олег «Сбивка» Резниченко (барабаны, экс-“Trashmachine”), Сергей «Крупа» (гитара), Николай «Коля Клоп» Спиридонов (гитара), Александр «Банча» Топилов (барабаны), Денис Баль (гитара).

## Стиль
Музыкальные жанры группы — панк, рок и одесский шансон.
Вместо традиционных для русского шансона одесских инструментальных проигрышей в песнях группы используются цыганские, негритянские и арабские мелодии и местами марши.
Критики описывают альбом «Чёрная Тишина» как «интеллигентный драйвовый панк-рок, с юмором и умеренным количеством неформатной лексики».
Альбом «Блатные песни» (1996) — «стёб» на одесский блатной фольклор.

## Альбомы
- «Жизнь Подвалов» («Руки в брюки) (1992)
- «Жил-был Кремпич» (1992)
- «Чёрная Тишина» (1994)
- «17» (1994)
- «Блатные песни» (1996)
- «Одесские песни о новом» (1998)